# Perunu

Gromoviti znaci (dondertekens) zoals deze zijn oude symbolen van Perun. Deze symbolen worden vaak op dakspanten van huizen aangebracht, om ze te beschermen tegen blikseminslag.

Perunu of Peroen, Pools: Pierun; is een van de belangrijkste goden in de Slavische mythologie. Perunu was vooral een dondergod. Tot omstreeks de 10e eeuw zou er in Kiev een beeld van deze god gestaan hebben met een zilveren hoofd en een gouden snor.
Mogelijk was Perunu van oorsprong een akkerbouwgod. Onder invloed van andere Indo-Europese volkeren, met name de tot de Germanen behorende Vikingen, die in de 8e en 9e eeuw als Waregers invallen deden in het latere Kievse Rijk, onderging de verering van Perunu veel invloeden van de Thorcultus der Vikingen. Perunu werd in tijden van droogte ook aangeroepen teneinde regen te verkrijgen. Daartoe zouden naakte, met bloemen versierde maagden in een magische kring in het rond dansen, terwijl ze door middel van alcoholische dranken of andere geestverruimende middelen in trance werden gebracht.
In de 10e eeuw werd zijn verering afgeschaft door koning Vladimir van Kiev. Deze liet zich bekeren tot het christendom. Bepaalde gebruiken rond de cultus van Perunu werden in christelijke vorm gehandhaafd, nu ter ere van de profeet Elia.